# Ракитовець (Шентюр)
Ракитовець (словен. Rakitovec) — поселення в общині Шентюр, Савинський регіон, Словенія. 
Висота над рівнем моря: 306,9 м.